# 代戰公主
代戰公主，中國戲曲與民間故事中的虛構人物，是大汗王的王女，西涼國的公主。在薛平貴被俘虜到西涼後和他成婚，與他育有兩子。最後在平貴為唐朝平定了西涼後，被封為西宮。